# Jerzy Radziwiłowicz
Jerzy Radziwiłowicz (IPA: [ˈjɛʐɨ rad͡ʑiviˈwɔvit͡ʂ]) (Varsavia, 8 settembre 1950) è un attore polacco.

## Filmografia parziale
- L'uomo di marmo (Czlowiek z marmuru), regia di Andrzej Wajda (1976)
- Senza anestesia (Bez znieczulenia), regia di Andrzej Wajda (1978)
- L'uomo di ferro (Czlowiek z zelaza), regia di Andrzej Wajda (1981)
- Passion, regia di Jean Luc Godard (1982)
- Senza fine (Bez konca), regia di Krzysztof Kieślowski (1985)
- Dostoevskij - I demoni (Les Possédés), regia di Andrzej Wajda (1988)
- Confidenze a uno sconosciuto (Ispoved neznakomtsu), regia di Georges Bardawil (1995)
- La settima stanza (A hetedik szoba), regia di Márta Mészáros (1996)
- Storia di Marie e Julien (Histoire de Marie et Julien), regia di Jacques Rivette (2003)
- Le voci interiori (Głosy wewnętrzne), regia di Krzysztof Zanussi (2009)
- Il caso Goldman (Le Procès Goldman), regia di Cédric Kahn (2023)